# 高宇杰
高宇杰（1997年7月17日—）為台灣棒球選手，守備位置為捕手，目前效力於中華職棒中信兄弟。於2018年季中選秀中被中信兄弟以第二輪第七順位選進。

## 經歷
- 桃園縣龜山鄉龜山國小少棒隊
- 桃園縣立新明國民中學青少棒隊
- 桃園市立平鎮高級中等學校青棒隊
- 桃園市國立體育大學棒球隊（台灣啤酒）
- 中華職棒中信兄弟（2018年8月17日－）

## 成棒國手經歷
- 2019年世界棒球12強賽中華隊
- 2023年世界棒球經典賽中華隊
- 2026年世界棒球經典賽資格賽中華隊

## 特殊事蹟
2019年6月25日於洲際棒球場面對富邦悍將隊的比賽生涯初登場就擔任先發捕手，第一打席面對伍鐸擊出生涯首安，為一支二壘安打。
2019年10月5日於桃園國際棒球場對戰Lamigo桃猿隊先發投手翁瑋均，擊出生涯首發全壘打。
2019年11月12日世界棒球12強賽的複賽，中華隊在日本千葉海洋球場對決南韓隊，本次賽事首度擔任先發捕手，中華隊在二局上，已2出局、但一壘有人時，從金廣鉉手中敲出左半邊深遠的二壘安打，帶有1分打點，也是台韓兩隊的第一分，更成為本場的勝利打點，最終中華隊以7：0擊敗南韓，取得複賽的首勝。
2024年10月25日台灣大賽第5戰於洲際棒球場對戰統一7-ELEVEn獅隊，4局上半完成兩次盜壘阻殺（跑者為潘傑楷及陳聖平），成為史上第1位在台灣大賽單局演出兩次盜壘阻殺的捕手。

## 職棒生涯成績
| 年度 | 球隊     | 出賽 | 打數 | 安打 | 全壘打 | 打點 | 盜壘 | 四死 | 三振 | 壘打數 | 雙殺打 | 打擊率 | 上壘率 | 長打率 | OPS   |
| ---- | -------- | ---- | ---- | ---- | ------ | ---- | ---- | ---- | ---- | ------ | ------ | ------ | ------ | ------ | ----- |
| 2019 | 中信兄弟 | 50   | 94   | 27   | 1      | 13   | 0    | 6    | 21   | 38     | 2      | 0.287  | 0.330  | 0.404  | 0.734 |
| 2020 | 中信兄弟 | 70   | 165  | 38   | 3      | 18   | 0    | 14   | 49   | 54     | 3      | 0.230  | 0.284  | 0.327  | 0.611 |
| 2021 | 中信兄弟 | 86   | 210  | 49   | 5      | 27   | 1    | 13   | 46   | 73     | 2      | 0.233  | 0.277  | 0.348  | 0.625 |
| 2022 | 中信兄弟 | 49   | 91   | 21   | 2      | 8    | 0    | 8    | 28   | 31     | 1      | 0.231  | 0.290  | 0.341  | 0.631 |
| 2023 | 中信兄弟 | 87   | 212  | 40   | 1      | 10   | 1    | 14   | 54   | 47     | 4      | 0.189  | 0.239  | 0.222  | 0.461 |
| 2024 | 中信兄弟 | 109  | 294  | 74   | 3      | 37   | 3    | 29   | 55   | 97     | 8      | 0.252  | 0.316  | 0.330  | 0.646 |
| 合計 | 6年      | 451  | 1066 | 249  | 15     | 113  | 5    | 84   | 253  | 340    | 20     | 0.234  | 0.287  | 0.319  | 0.606 |

## 外部連結
- 高宇杰在台灣棒球維基館上的頁面（繁體中文）
- 高宇杰在中華職棒官網
- 高宇杰在Baseball-Reference.com（小聯盟以及海外聯盟）（英语）